# Ribeira da Lapa
A ribeira da Lapa é um curso de água português, localizado na freguesia açoriana dos Altares, concelho de Angra do Heroísmo, ilha Terceira, arquipélago dos Açores.
Este curso de água encontra-se geograficamente localizado na parte Oeste da ilha Terceira dentro das coordenadas geográficas de Latitude: 38º 78’ Norte e de Longitude: 27º.16’ Oeste e é uma das mais caudalosas da localidade dos Altares e estabelece a divisão entre os concelhos de Angra do Heroísmo e da Praia da Vitória, neste último pela freguesia dos Biscoitos.
Tem a sua origem a cerca de 800 metros de altitude, nas imediações do pico da Lagoinha, elevação que faz parte dos contrafortes do vulcão da serra de Santa Bárbara, a maior formação geológica da ilha Terceira que se eleva a 1021 metros acima do nível do mar e faz parte de bacia hidrográfica gerada pela própria montanha. Parte do curso desta ribeira encontra-se incluído nos Trilhos Pedestres da Ilha Terceira.
Foi na margem esquerda desta ribeira, já na freguesia dos Biscoitos que durante as lutas liberais e depois das últimas tentativas por parte dos apoiantes do rei D. Miguel I de Portugal ocorridas na ilha no dia 1 de Outubro de 1828, que João Moniz Corte Real, na altura líder dos absolutistas na ilha, e depois de receber pelo Porto dos Biscoitos o armamento proveniente da ilha do Faial, tratou de cuidar do seu transporte com a ajuda do seu parente, o morgado João Moniz de Sá e armazenar as armas neste local.